# Вернам, Гилберт
Ги́лберт Сэ́ндфорд Ве́рнам (англ. Gilbert Sandford Vernam, 3 апреля 1890, США — 7 февраля 1960, США) — американский инженер по телекоммуникациям, сотрудник Bell Laboratories, наиболее известен тем, что в 1917 году работая в сфере криптографии изобрёл усовершенствованный полиалфавитный поточный шифр и ввёл в обращение успешную инновацию — шифроблокнот с одноразовыми ключами, использующий так называемый шифр Вернама, для которого доказана абсолютная криптографическая стойкость.
Шифроблокноты Вернама с одноразовыми ключами на каждой странице широко использовались в XX веке разведчиками, военными и дипломатами разных стран мира. Есть сведения об их использовании в КГБ СССР.
Также методы Вернама побудили мир к ещё более углубленную изучению правил криптографического письма.

## Публикации
- Vernam, Gilbert S. (1926), «Cipher Printing Telegraph Systems For Secret Wire and Radio Telegraphic Communications», Journal of the IEEE 55: 109-115
- Vernam, Gilbert S. (April 1932), «An Automatic Concentration Unit for Printing Telegraph Circuits», Electrical Communication: 200
- Vernam, Gilbert S. (July 1938), «Printing Telegraph Operation of Way Wires», AIEE Transactions 57: 365
- Vernam, Gilbert S. (April 1958), «Printing Telegraph Systems For Secret Wire and Radio Telegraphic Communications», Western Union Technical Review 12 (2): 37 Also in
- Vernam, Gilbert S. (May 1958), «Automatic Telegraph Switching System Plan 55-A», AIEE Transactions on Communication and Electronics: 239